# 克雷亚佐
克雷亚佐（義大利語：Creazzo），是意大利威尼托大区维琴察省的一个市镇。总面积10平方公里，人口11155人，人口密度1115.5人/平方公里（2009年）。国家统计（ISTAT）代码为024036。